# Teodosio III di Abcasia
Teodosio III, detto il cieco o l'addolorato (in georgiano თეოდოს III?; fl. X secolo) è stato un sovrano georgiano, ultimo re indipendente di Abcasia.

## Biografia
Giorgio II di Abcasia mandò due dei suoi figli, Teodosio e Bagrat, a Costantinopoli per concludere gli studi e in modo tale che non ci fossero lotte per la successione dopo la sua morte.
Alla morte del fratello Leone III nel 967, alcuni ribelli meskhi, mingreli e cartali spinsero Teodosio a spodestare il fratello Demetrio III, tuttavia quest'ultimo rimase al potere e dopo aver imprigionato il fratello ribelle lo fece accecare.
Teodosio perciò si rifugiò nel ducato di Kartli, presso un certo Adarnase, per poi chiedere asilo presso la corte di Davide III il grande, principe di Tao.
In seguito Demetrio si riconciliò con Teodosio, e alla morte di quest'ultimo reclamò il trono.
Durante il suo regno, caratterizzato da una forte anarchia e dall'indebolimento del potere regale in diversi domini, primo fra tutti il ducato di Kartli, fu spodestato da una coalizione formata dal duca di Kartli Ioanne Marushis-dze, dal principe di Tao Davide III e dalla sorella di Teodosio, Gurandukht. Gli succedette il nipote Bagrat III che unificò le corone di Georgia e Abcasia.